# Autobahn Peking–Lhasa
Die Autobahn Peking–Lhasa oder Jingzang-Autobahn (chinesisch 京藏高速, Pinyin Jīngzàng gāosù gōnglù, englisch Jingha Expressway), chin. Abk. G6, ist eine Autobahn in China, die die Hauptstadt Peking im Norden nach Fertigstellung mit Lhasa im Autonomen Gebiet Tibet verbinden soll. Die Autobahn wird nach Fertigstellung eine Länge von 3710 km erreichen. Derzeit sind etwas mehr als die Hälfte befahrbar, die Autobahn endet kurz hinter Xining in der Provinz Qinghai. Wegen der Höhenlage ist der Weiterbau nach Lhasa wie auch schon bei der Lhasa-Bahn mit besonderen Herausforderungen verknüpft. Ein Zeitplan zur Baurealisierung besteht bis jetzt noch nicht.